# Мі-30
Мі-30 — проєкт радянського багатоцільового конвертоплана, розроблений МВЗ імені М. Л. Міля під керуванням М. М. Тищенка у 1972 році. Всередині конструкторського бюро у даної конструкційної схеми існувала власна назва «гвинтоплан». Головною задачею було забезпечення таких параметрів швидкості і дальності польоту, котрі би перевищували аналогічні параметри вертольотів. Конвертоплан Мі-30 розглядався як  заміна багатоцільового вертольота Мі-8 у перспективі.

## Льотно-технічні характеристики
Силовою установкою планувалося використання двох двигунів ТВ3-117, розташованих над вантажною кабіною, котрі повинні були приводити у дію через трансмісію два несучо-тягнучі гвинта, діаметр котрих становив 11 м кожний. Розрахункова швидкість польоту повинна була становити 500 — 600 км/год, дальність польоту — 800 км, злітна маса — 10,6 тонн. Мі-30 у початковому проєкті призначався для вантажнопасажирських перевезень 19 пасажирів або 2 тонн вантажу. Надалі вантажопідйомність була збільшена до 3—5 т, а пасажиромісткість до 32 людей.
Гвинтоплан було включено до радянської п'ятирічки 1989-1995 років. Планувалося випустити його у 1996 році, але через розвал СРСР проєкт був закритий. Безпілотна модель була продемонстрована у 2015 році, а перший політ вона здійснила у 2016 році.

## Воєнна модифікація
Військові схвалили розробку, але вимагали оснастити гвинтоплан потужнішою силовою установкою з двома двигунами Д-136. Розрахункова маса такого апарата збільшилася до 30 тонн.